# Кільмезь (смт)
Кільме́зь (рос. Кільмезь, лукомар. Кӱльмӱж, тат. Көлмез) — селище міського типу в Кіровській області Росії, адміністративний центр  Кільмезького району, утворює муніципальне утворення Кільмезьке міське поселення як єдиний населений пункт у його складі.
Розташоване на річці Кільмезь (притока річки Вятка). Відстань до обласного центру становить 259 км.

## Історія
Вважається, що селище Кільмезь було засноване марійцями на початку XVII століття. За легендою група марійців бігла на плотах по річці Кільмезь від удмуртів. Була пізня осінь. Марійці побачили пагорб Червона гора і піднялися на неї для зручної оборони. В результаті утворилося поселення Кільмезь. Існує дві точки зору на переклад слова «Кільмезь»: «Піти й не повернутися» (через болотисту місцевість) і «Річка встала».
Село відоме з 1666 року. Наприкінці XIX — початку XX століть населення займалося землеробством, кустарним виробництвом цегли, переробкою сільськогосподарської сировини та ін. З 1965 року селище міського типу.

## Населення
Населення — 5491 (2020 рік).
Національний склад
- Росіяни — 70,8 %,
- Татари — 15,3 %,
- Марійці — 8,2 %,
- Удмурти — 2,2 %,
- Інші — 2,4 %[1].

## Промисловість
Виробництво лісопиломатеріалів.

## Культура
Обласний фестиваль «Вятський лапоть», який організовується адміністрацією району та департаментом розвитку підприємництва та торгівлі. 